# Bani Brusadin
Bani Brusadin és un investigador i comissari independent italià establert a Barcelona.
És llicenciat en Ciències de la Comunicació per la Universitat de Bolonya (Itàlia, 1999) i doctor en Estudis Avançats de Producció Artística per la Universitat de Barcelona (2016). Treballa com a professor associat a la Universitat de Barcelona i al Centre Universitari de Disseny BAU, on ensenya sobre art, tecnologia, cultures digitals i transformació social. Des del 2004 dirigeix amb els artistes Eva & Franco Mattes el festival The Influencers, dedicat a art no convencional, guerrilla de la comunicació i entreteniment radical. Ha participat o col·laborat en diversos projectes d'art i activisme, entre ells Las Agencias y Yomango (2002-2007). i des del 2002 és col·laborador extern del CCCB.